# Armais Sayadov
Armais Sayadov (russisch Армаис Ваганович Саядов Armais Waganowitsch Sajadow; * 18. Oktober 1937 in Baku) ist ein ehemaliger sowjetisch-aserbaidschanischer Ringer. Er war Weltmeister 1961 im Fliegengewicht.

## Werdegang
Armais Sayadov begann 1950 in Baku mit dem Ringen. Er entwickelte sich zu einem herausragenden Ringer im griechisch-römischen Stil. Als Angehöriger der Sicherheitskräfte gehörte er der Sportorganisation „Dynamo“ an. 1957 startete er bei der sowjetischen Meisterschaft im griechisch-römischen Stil und wurde Vizemeister im Fliegengewicht hinter Sergei Rybalko und vor Georgi Akonin. 1959 gewann er dann seinen ersten sowjetischen Meistertitel im Fliegengewicht vor Nikolai Solowjow und Sergei Rybalko. Für einen Start bei den Olympischen Spielen 1960 in Rom konnte er sich nicht qualifizieren, weil er bei den sowjetischen Meisterschaften 1960 nur dritter Sieger hinter Iwan Kotschergin und Nail Garajew wurde.
1961 gelang es ihm dann endlich, sich das Startrecht für die Weltmeisterschaft in Yokohama zu erkämpfen. Dort konnte er voll überzeugen und mit sechs Siegen Weltmeister werden.
In den folgenden Jahren stagnierte Armais. Erst 1964 machte er durch einen Sieg beim großen „Iwan-Poddubny“-Turnier in Moskau im Fliegengewicht wieder auf sich aufmerksam und wurde für die Olympischen Spiele in Tokio nominiert. In Tokio enttäuschte Armais, denn er gewann dort nur einen Kampf und landete auf dem für ihn indiskutablen 12. Platz.
Nach 1964 wechselte er in das Bantamgewicht und siegte 1965 erneut beim „Iwan-Poddubny“-Turnier im Bantamgewicht, vor Amari Egadse und Sergei Rybalko. Zur Weltmeisterschaft 1965 wurde aber trotzdem Amari Egadse entsandt. Armais wurde erst wieder bei der Europameisterschaft 1966 in Essen eingesetzt. In Essen zeigte er starke Leistungen und gewann seine ersten sechs Kämpfe. Erst im Finale unterlag er gegen den sich in diesem Jahr in Hochform befindenden bundesdeutschen Meister Fritz Stange und wurde Vizeeuropameister.
1967 gewann Armais zum dritten Mal beim „Iwan-Poddubny“-Turnier, wurde aber trotzdem bei keinen internationalen Meisterschaften mehr eingesetzt.

## Internationale Erfolge
(OS = Olympische Spiele, WM = Weltmeisterschaft, EM = Europameisterschaft, GR = griech.-röm. Stil, Fl = Fliegengewicht, Ba = Bantamgewicht, damals bis 52 kg u. 57 kg Körpergewicht)
- 1959, 6. Platz, Turnier in Split, GR, Fl, hinter Dursun Ali Eğribaş, Türkei, Hajduk, Polen, Borivoje Vukov, Jugoslawien, Erwin Trouvain, BRD u. Moskow, Bulgarien;

- 1959, 3. Platz, II. Völkerspartakiade der Sowjetunion, GR, Fl, hinter Nikolai Solowjow u. Nail Garajew, bde. UdSSR;

- 1961, 1. Platz, WM in Yokohama, GR, Fl, mit Siegen über Borivoje Vukov, John Richard Wilson, USA, Leszlaw Kropp, Polen, Paul Neff, BRD, Dumitru Pârvulescu, Rumänien u. Burhan Bozkurt, Türkei;

- 1964, 1. Platz, „Iwan-Poddubny“-Turnier in Moskau, GR, Fl, vor Rolf Lacour, BRD u. Kolew, CSSR;

- 1964, 12. Platz, OS in Tokio, GR, Fl, mit einem Sieg über Vassilios Ganotis, Griechenland u. Niederlagen gegen Ignazio Fabra, Italien u. Tsutomu Hanahara, Japan;

- 1965, 1. Platz, „Iwan-Poddubny“-Turnier in Moskau, GR, Ba, vor Amari Egadse u. Sergei Rybalko, bde. UdSSR;

- 1966, 2. Platz, EM in Essen, GR, Ba, mit Siegen über Luis Manoel Grilo, Portugal, Heinrich Theuretzbacher, Österreich, Ünver Besergil, Türkei, Tsvetko Paschkulew, Bulgarien, Risto Björlin, Finnland u. Ion Baciu, Rumänien u. einer Niederlage gegen Fritz Stange, BRD;

- 1967, 1. Platz, „Iwan-Poddubny“-Turnier in Moskau, GR, Ba, vor Sergei Rybalko u. Wjatscheslaw Pogorelow, bde. UdSSR